# Vide-pomme

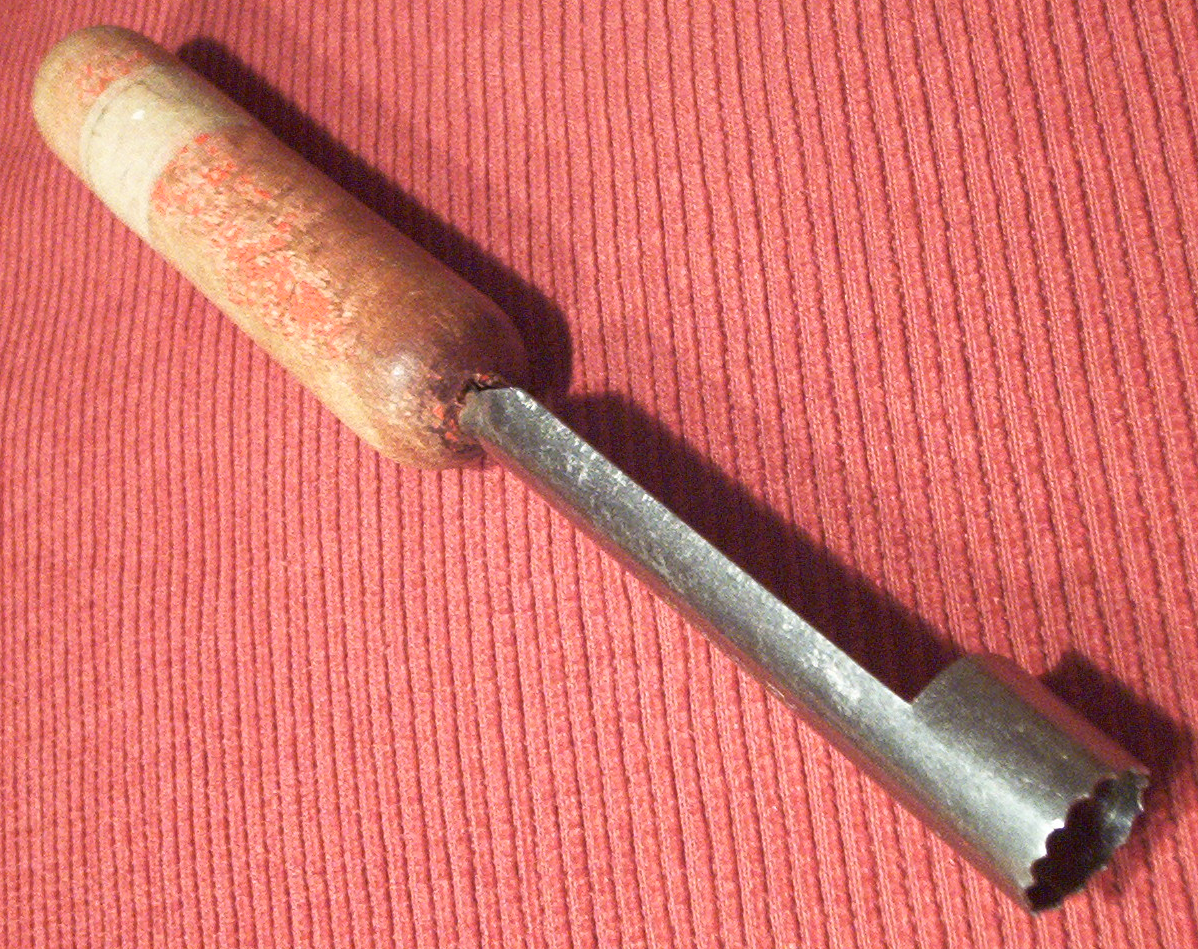
Un vide-pomme traditionnel, avec sa lame en métal et un manche qui la prolonge pour lui conférer une forme oblongue.

Un vide-pomme, est un petit ustensile de cuisine qui permet d'ôter rapidement l'endocarpe de certains fruits comme les pépins d'une pomme, d'une poire ou de tout autre fruit similaire en lui retirant un minimum de sa chair. 

## Description
Sa partie utile, celle qui précisément assure l'épépinage, fonctionne à la manière d'un emporte-pièce : c'est une lame courbe formant un cylindre creux de 3 à 4 cm de longueur que l'on enfonce dans le fruit après l'avoir placée autour de sa queue et qui, lorsqu'on la retire, emporte un trognon rempli de pépins. Pour le reste, l'ustensile se présente le plus souvent sous la forme d'un objet oblong muni d'un manche placé dans le prolongement de la lame, laquelle est traditionnellement en métal. On s'en sert alors en le tenant d'une main et le fruit de l'autre.
Il existe cependant un autre type de vide-pomme qui en plus de vider le fruit le tranche en portions égales, le plus souvent au nombre de huit, grâce à des lames supplémentaires rayonnant autour du cylindre coupant. Ce modèle plus élaboré est un objet à fond plat disposant d'un pourtour préhensile généralement fabriqué en plastique sur lequel on appuie à deux mains pour segmenter le fruit préalablement posé au-dessous. Il assure donc une découpe plus complète de ce dernier, qui est d'ailleurs moins manipulé, mais cette version demande en revanche un effort légèrement supérieur de la part de l'utilisateur. Elle exige en outre d'avoir à disposition un support propre et stable où d'abord poser la pomme, la poire ou le coing à découper.

## Galerie

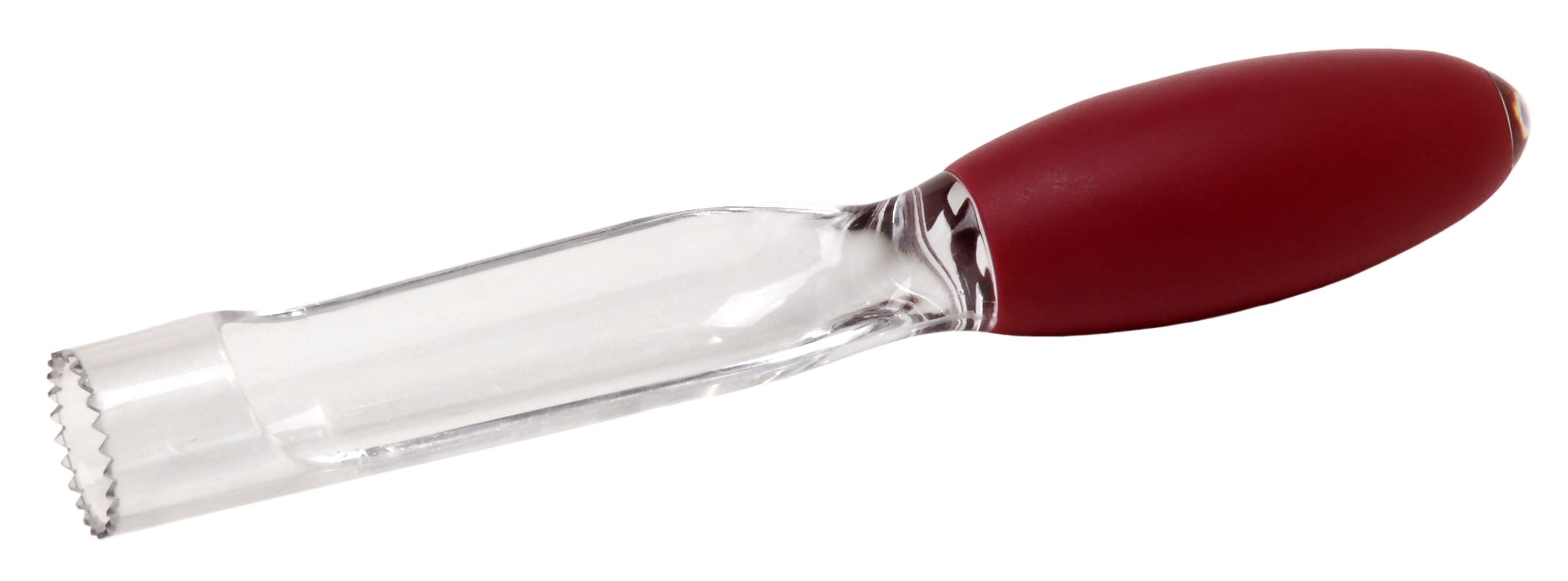
Un vide-pomme présentant la forme oblongue traditionnelle mais conçu avec des matériaux moins habituels, son manche étant en silicone et son tranchant en plastique transparent
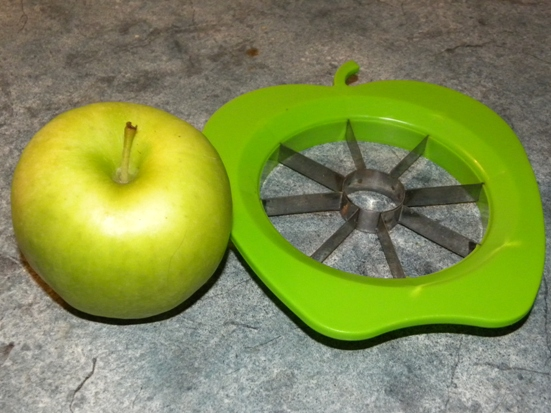
Une pomme et un vide-pomme plat avant utilisation
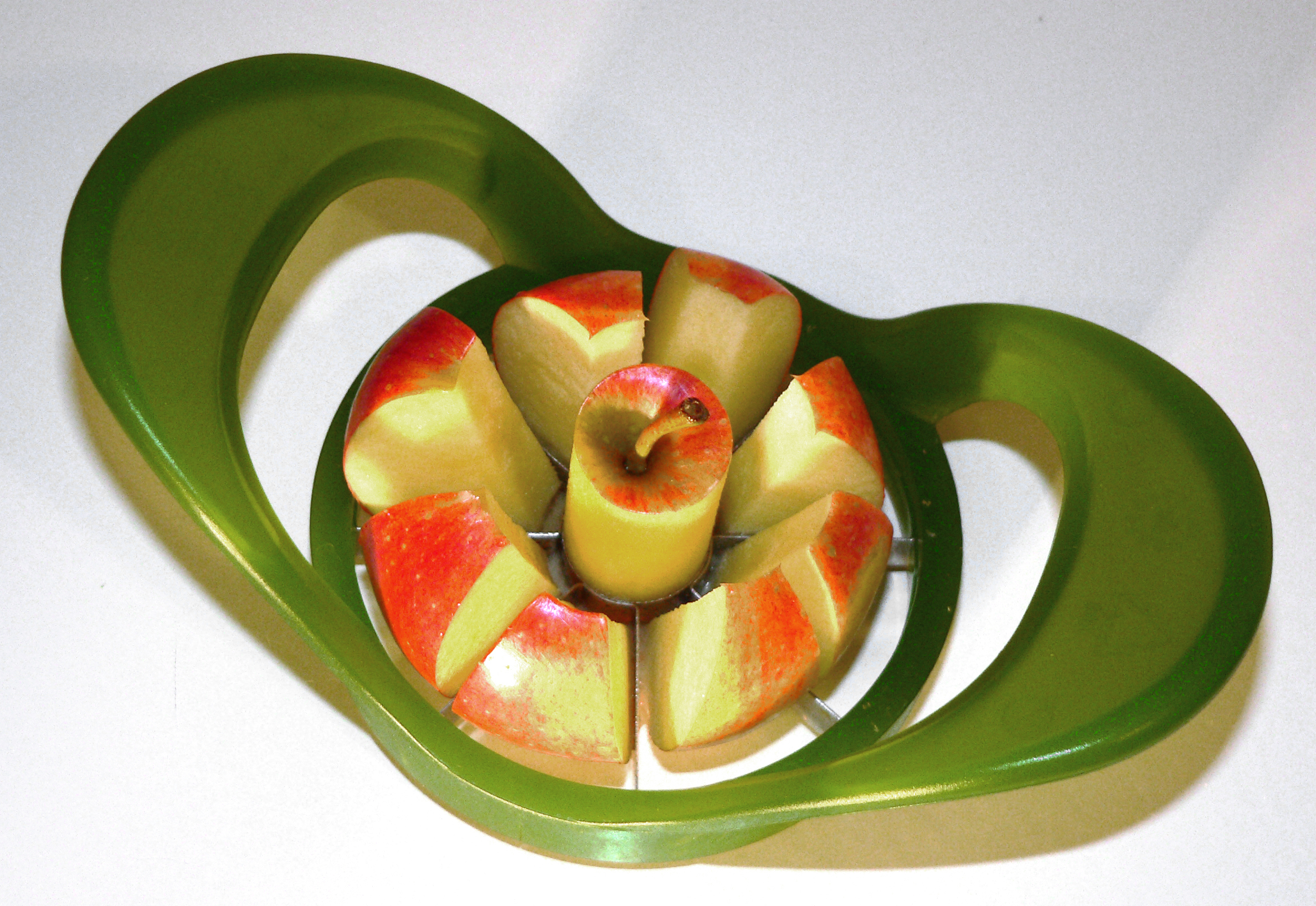
Un vide-pomme plat doté de deux grandes poignées après utilisation, une pomme ayant été coupée en huit portions égales et un trognon central